# Due Giorni Marchigiana
Les Due Giorni Marchigiana (en français : Deux jours Marches) sont une compétition de cyclisme sur route, incluant deux courses qui se déroulent à Castelfidardo dans la Province d'Ancône (Marches). Les deux courses sont le Grand Prix Fred Mengoni et le Trophée de la ville de Castelfidardo. 
Les places sont additionnées et le vainqueur de la compétition est le coureur le mieux placé au classement final de ces deux courses.

## Palmarès
| Année | GP Fred Mengoni  | Trophée de Castelfidardo | Due Giorni Marchigiana |
| ----- | ---------------- | ------------------------ | ---------------------- |
| 2001  | Fabio Bulgarelli | Bostjan Mervar           | Dmitri Gainitdinov     |
| 2002  | Danilo Di Luca   | Fabio Sacchi             | Eddy Ratti             |
| 2003  | Alessio Galletti | Michele Gobbi            | Alessio Galletti       |
| 2004  | Damiano Cunego   | Emanuele Sella           | Damiano Cunego         |
| 2005  | Luca Mazzanti    | Murilo Fischer           | Luca Mazzanti          |
| 2006  | Andrea Tonti     | Paolo Bossoni            | Andrea Tonti           |